# Zvládání stresu
Zvládání stresu zahrnuje široké spektrum technik zaměřených na regulaci úrovně stresu, zejména stresu chronického, obvykle s cílem zlepšit svůj každodenní život.
V této souvislosti označuje pojem „stres“ pouze stres se značnými negativními následky, čili to, pro co Hans Selye ve své terminologii zavedl pojem „distres“. Nejedná se tedy o „eustres“, což je stres s přínosnými nebo jinak pozitivními následky.
Stres má mnoho fyzických a psychických příznaků, které se liší v závislosti na situačních faktorech každého jedince. Příznaky mohou zahrnovat zhoršení fyzického zdraví nebo depresi. Proces zvládání stresu je pokládán za jeden z klíčových faktorů šťastného a úspěšného života v moderní společnosti. Přestože na nás život klade vysoké nároky, zvládání stresu poskytuje několik způsobů, jak ovládat úzkost a udržet si zdraví a celkovou pohodu.
Přestože se na stres často nahlíží jako na subjektivní záležitost, hladinu stresu lze snadno změřit pomocí sledování fyziologických reakcí. Na podobném principu funguje například polygraf.
Existuje mnoho praktických technik zvládání stresu. Některé z nich mohou provádět zdravotničtí pracovníci, jiné člověk může vyzkoušet sám. Tyto techniky mohou přispět ke snížení úrovně stresu, navodit pozitivní pocit kontroly nad svým životem a zlepšit celkovou pohodu.